# Borreroak Baditu Milaka Aurpegi
Borreroak Baditu Milaka Aurpegi («El verdugo tiene mil caras», en castellano) es el cuarto disco del grupo vasco Negu Gorriak. Se considera la obra maestra del grupo.
Con la entrada de 1993, la banda se encontró con que tenían bastante material acumulado para entrar a grabar. El grupo entró en los Estudios IZ en febrero. En tres semanas grabaron el álbum. En mayo realizaron las remezclas: les llevó una semana. El 20 de abril presentaron el álbum. La cantidad de material acumulado hizo de este su disco más ambicioso: un doble vinilo (el CD era sencillo) con 22 canciones.
Si con Gure Jarrera habían cosechado bastantes críticas positivas, con la publicación de Borreroak la crítica musical especializada se mostró casi unánime: desde los medios que ya habían alabado a la banda, como Rockdelux, Radio Nacional de España o Egin hasta los que se encontraban en las antípodas ideológicas del grupo como ABC o El Correo Español, todos ellos coincidieron en la calidad musical de su nuevo trabajo.
En la web musical Allmusic, se deshacen en elogios: «Esto es la bomba. Borreroak Baditu Milaka Aurpegi es uno de los mejores CD editados, en cualquier lengua y en cualquier lugar, de los 90 —rápido y furioso, ruidoso y melódico, elegante y salvaje [...]»
El crítico musical Xabier Cervantes, colaborador de Rockdelux escribió: «muy pocos discos poseen la profundidad emocional del álbum negro de Negu Gorriak. Más allá de la conexión política, aquí se ahonda en sentimientos dolorosos. Cuando se pierde la esperanza, te das cuenta de que organizar el odio conlleva un precio muy alto que debes pagar para seguir resistiendo [...] Estremecedor. Un disco tremendo que es mucho más que una visión sobre Euskadi en 1993».
A las buenas críticas se sumaron las buenas cifras de ventas: la primera tirada, de 7000 ejemplares, se agotó en menos de una semana y en junio ya habían vendido cerca de 15.000 copias.

## Lista de canciones
1. «Bi doberman beltz» («Dos dobermans negros»)
2. «NG bada» («NG es»)
3. «Bost gehiago» («Cinco más»)
4. «Hipokrisiari Stop!» («¡Stop a la hipocresía!»)
5. «Dollar area» («Área dólar»)
6. «Itxoiten» («Esperando»)
7. «Dallas-Euskadi 1963»
8. «JFK»
9. «Kolore bizia» («Color vivo»)
10. «No problem»
11. «Sabel-hiztunaren ordu ikaragarria» («La hora terrorífica del ventrílocuo»)
12. «Hiltzeko era ugari» («Muchas formas de morir»)
13. «Denok gara Malcolm X» («Todos somos Malcolm X»)
14. «Borreroak baditu milaka aurpegi» («El verdugo tiene mil caras»)
15. «Rock & Rollaren jukutria» («El gran timo del Rock&Roll»)
16. «Pistolaren mintzoa» («El lenguaje de las pistolas»)
17. «Erori» («Caer»)
18. «Chaquito»
19. «Euskaldunok eta zientzia» («Los vascos y la ciencia»)
20. «Hemen izango bazina» («Si estuvieras aquí»)
21. «Kaixo» («Hola-Adiós»)
22. «Arrano beltza» («El Águila Negra»)

Todas las canciones son de Negu Gorriak excepto: «Pistolaren mintzoa» (M-ak), «Kaixo» (Delirium Tremens) y «Arrano Beltza» (Mikel Laboa). Las canciones NG bada, Dallas - Euskadi 1963, No problem y Denok gara Malcolm X son samplers o fragmentos musicales.
Letras de Fermín Muguruza, excepto:
- «Bost gehiago» y «Dollar area» escritas por Kaki Arkarazo,
- «Denok gara Malcolm X», escrita por Antón Reixa,
- «JFK» escrita por Fermín Muguruza y Mikel Antza,
- «Euskaldunok eta zientzia» escrita por Mikel Antza,
- «Itxoiten», escrita por F. Muguruza basada en un cómic de Valiente-Borotto,
- «Hiltzeko era ugari» un poema de Bertolt Brecht,
- «Pistolaren mintzoa», escrita por Xabier Montoia,
- «Erori» escrita por Oscar Gómez,
- «Borrerroak baditu milaka aurpegi» escrita por Jon Sarasua y
- «Arrano Beltza» pertenece a un fragmento de un cuento de J. A. Artze musicado por Mikel Laboa («Gernika», en Bat-Hiru, 1985),
- «Kaixo» versión de la canción de Delirium Tremens.

## Personal

### Músicos
Negu Gorriak:
- Fermín Muguruza: cantante.
- Iñigo Muguruza: guitarra y voz.
- Kaki Arkarazo: guitarra y voz.
- Mikel "Anestesia": bajo y voz.
- Mikel "Bap!!": batería.

Otros músicos
- Antón Reixa: voz en «Denok gara Malcolm X».
- Xabier Montoia: voz en «Borrerroak baditu milaka aurpegi» y «Arrano Beltza».
- Mikel "El Gordo": guitarras.
- Juanan Díez: trombón y arreglos de viento.
- Carlos Hipólito: trombón.
- Satur Babón: saxo tenor.
- Mikel Valcarlos: trompeta.
- Joseba Tapia: coros y arreglos de voz.
- Mikel Artieda: coros.
- John Crawford: piano.
- Isaac Oiarzabal: timbales y percusión.
- Rafa Villafaña: güiro, maracas y coros en «Chaquito».
- Anjel Valdés: congas, bongo y coros en «Chaquito» y güiro en «Kolore bizia».

### Técnicos
- Kaki Arkarazo: técnico de sonido
- Jesús Suinaga: productor (junto a Negu Gorriak).
- Gorka Arreste: supervisor de euskera.
- Iñigo Arambarri: supervisor de euskera.